# Georg-Büchner-Preis

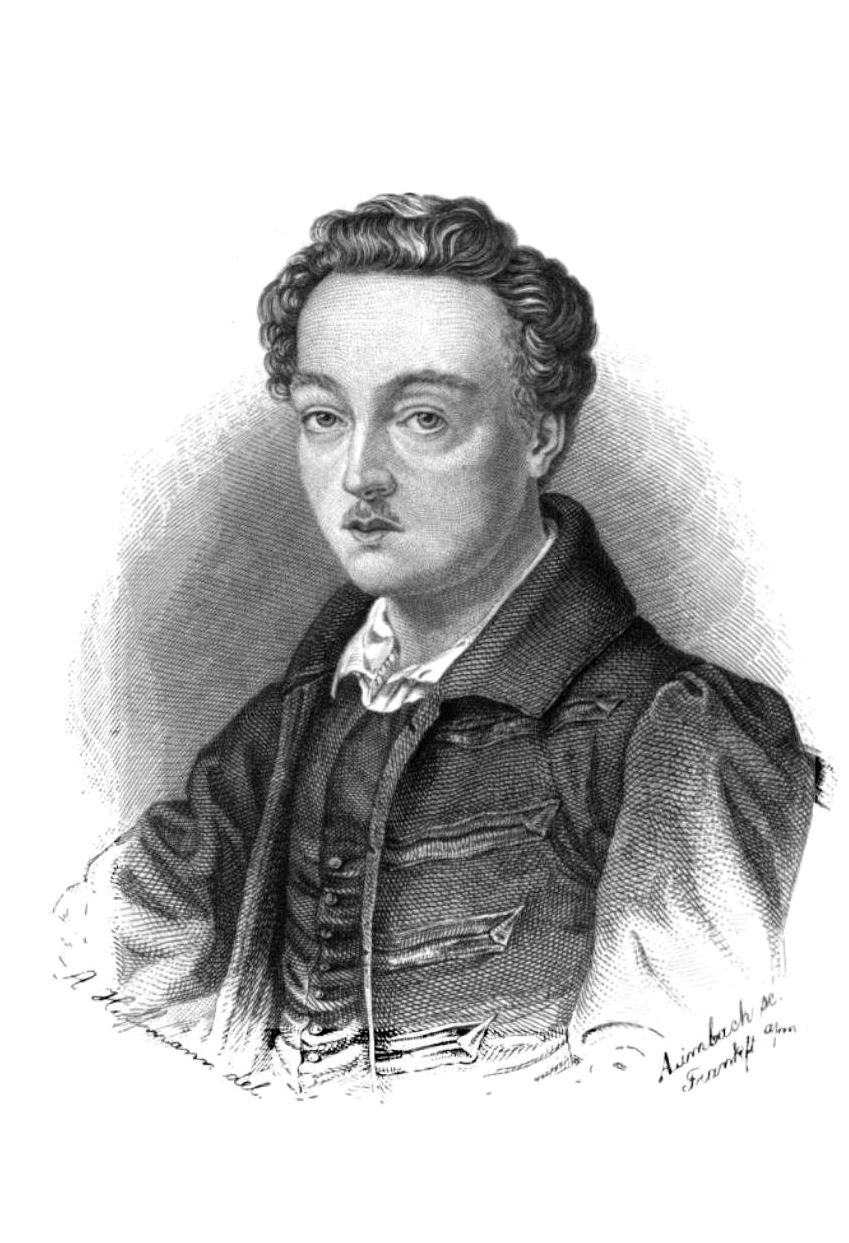
Georg Büchner

De Georg-Büchner-Preis is de belangrijkste literatuurprijs in Duitsland, vernoemd naar de schrijver Georg Büchner.
De prijs werd in 1923 ingesteld door de toenmalige Volksstaat Hessen en vanaf dat jaar toegekend aan beeldend kunstenaars, dichters, toneelspelers, zangers en andere uitvoerende kunstenaars.
In 1951 werd de prijs een literatuurprijs die alleen nog toegekend zou worden aan schrijvers en dichters. De Deutsche Akademie für Sprache und Dichtung werd verantwoordelijk voor de toekenning.  

## Prijswinnaars 1951-heden
- 2025 Ursula Krechel (* 1947)
- 2024 Oswald Egger (* 1963)
- 2023 Lutz Seiler (* 1963)
- 2022 Emine Sevgi Özdamar (* 1946)
- 2021 Clemens J. Setz (* 1982)
- 2020 Elke Erb (1938-2024)
- 2019 Lukas Bärfuss (* 1971)
- 2018 Terézia Mora (* 1971)
- 2017 Jan Wagner (* 1971)
- 2016 Marcel Beyer (* 1965)
- 2015 Rainald Goetz (* 1954)
- 2014 Jürgen Becker (1932-2024)

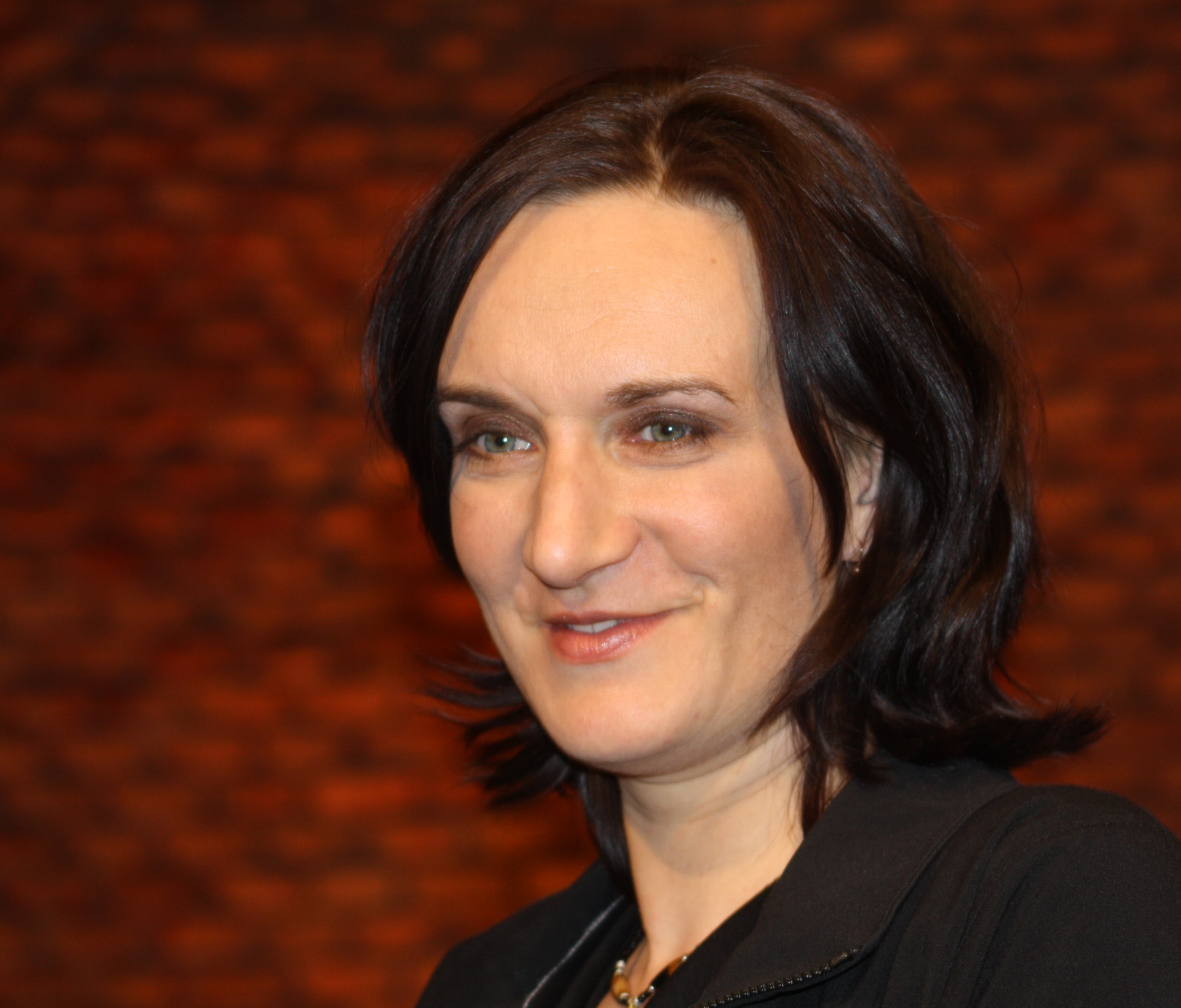
Terézia Mora, 2018

- 2013 Sibylle Lewitscharoff (1954–2023)
- 2012 Felicitas Hoppe (* 1960)
- 2011 Friedrich Christian Delius (1943-2022)
- 2010 Reinhard Jirgl (* 1953)
- 2009 Walter Kappacher (1938-2024)
- 2008 Josef Winkler (*1953)
- 2007 Martin Mosebach (*1951)
- 2006 Oskar Pastior (1927-2006), postuum
- 2005 Brigitte Kronauer (1940-2019)
- 2004 Wilhelm Genazino (1943-2018)
- 2003 Alexander Kluge (*1932)
- 2002 Wolfgang Hilbig (1941-2007)
- 2001 Friederike Mayröcker (1924-2021)
- 2000 Volker Braun (*1939)
- 1999 Arnold Stadler (*1954)
- 1998 Elfriede Jelinek (*1946)
- 1997 Hans Carl Artmann (1921-2000)
- 1996 Sarah Kirsch (1935-2013)
- 1995 Durs Grünbein (*1962)
- 1994 Adolf Muschg (*1934)
- 1993 Peter Rühmkorf (1929-2008)
- 1992 George Tabori (1914–2007)
- 1991 Wolf Biermann (*1936)
- 1990 Tankred Dorst (1925–2017)
- 1989 Botho Strauß (*1944)
- 1988 Albert Drach (1902–1995)
- 1987 Erich Fried (1921–1988)
- 1986 Friedrich Dürrenmatt (1921–1990)
- 1985 Heiner Müller (1929–1995)
- 1984 Ernst Jandl (1925-2000)
- 1983 Wolfdietrich Schnurre (1920–1989)
- 1982 Peter Weiss (1916–1982), postuum
- 1981 Martin Walser (1927–2023)
- 1980 Christa Wolf (1929–2011)
- 1979 Ernst Meister (1911–1979), postuum
- 1978 Hermann Lenz (1913–1998)
- 1977 Reiner Kunze (*1933)
- 1976 Heinz Piontek (1925-2003)
- 1975 Manès Sperber (1905–1984)
- 1974 Hermann Kesten (1900–1996)
- 1973 Peter Handke (*1942)[1]
- 1972 Elias Canetti (1905–1994)
- 1971 Uwe Johnson (1934–1984)
- 1970 Thomas Bernhard (1931–1989)
- 1969 Helmut Heißenbüttel (1921–1996)
- 1968 Golo Mann (1909–1994)
- 1967 Heinrich Böll (1917–1985)
- 1966 Wolfgang Hildesheimer (1916–1991)
- 1965 Günter Grass (1927–2015)
- 1964 Ingeborg Bachmann (1926–1973)
- 1963 Hans Magnus Enzensberger (1929–2022)
- 1962 Wolfgang Koeppen (1906–1996)
- 1961 Hans Erich Nossack (1901–1977)
- 1960 Paul Celan (1920–1970)
- 1959 Günter Eich (1907–1972)
- 1958 Max Frisch (1911–1991)
- 1957 Erich Kästner (1899–1974)
- 1956 Karl Krolow (1915–1999)
- 1955 Marie Luise Kaschnitz (1901–1974)
- 1954 Martin Kessel (1901–1990)
- 1953 Ernst Kreuder (1903–1972)
- 1952 niet uitgereikt
- 1951 Gottfried Benn (1886–1956)

## Prijswinnaars 1923-1950
- 1950 Elisabeth Langgässer (1899–1950 - postuum)[2]
- 1949 Carl Gunschmann (kunstschilder)
- 1948 Hermann Heiß (pseudoniem Georg Frauenfelder; 1897–1966; componist)
- 1947 Anna Seghers (1900–1983)
- 1946 Fritz Usinger (1895–1982)
- 1945 Hans Schiebelhuth (1895–1944)
- 1933–1944 niet uitgereikt
- 1932 Albert H. Rausch (pseudoniem Henry Benrath; 1882–1949)

Adolf Bode (kunstschilder)
- 1931 Alexander Posch (kunstschilder)

Hans Simon (componist)
- 1930 Nikolaus Schwarzkopf (1884–1962)

Johannes Lippmann (kunstschilder)
- 1929 Carl Zuckmayer (1896–1977)

Adam Antes (beeldhouwer)
- 1928 Richard Hoelscher (1867–1943; kunstschilder)

Well Habicht (beeldhouwer)
- 1927 Kasimir Edschmid (1890–1966)

Johannes Bischoff (zanger)
- 1926 Christian Heinrich Kleukens (1880–1954; drukker)

Willhelm Petersen (1890–1957; componist)
- 1925 Wilhelm Michel (1877–1942)

Rudolf Koch (1876–1934; kalligraaf)
- 1924 Alfred Bock (1859–1932)

Paul Thesing (1882–1954; kunstschilder)
- 1923 Adam Karillon (1853–1938)

Arnold Ludwig Mendelssohn (1855–1933; componist)